# Karl Magnusson (hantverkare)

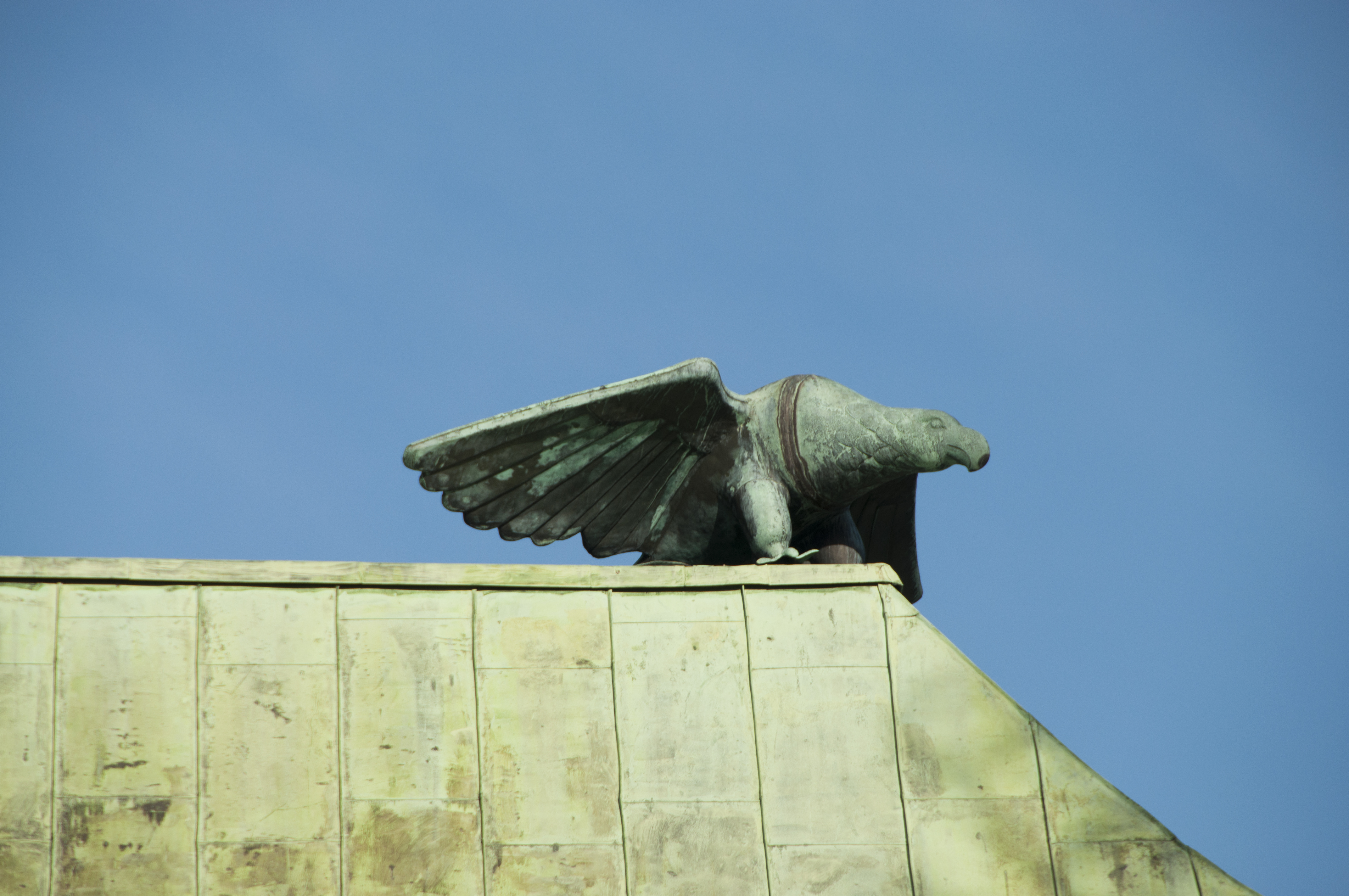
En av de fyra Örnarna på Värmlands museum utförd av Karl Magnusson

Karl Magnusson (Karl i Hascheldråga eller Kalle i Hasseldråga), född 29 april 1876 i Hasseldråga, Tobol, Gunnarskogs församling,  Värmlands län, död 10 juli 1949 i Mörttjärnet, Gunnarskog, var en svensk konstsmed och medlem i Rackengruppen.
Hans föräldrar var hemmansägare Magnus Nilsson och Marta Persdotter. Karl Magnusson blev vida känd som en yrkesskicklig konstsmed och tilldelades ett stipendium från Kommerskollegium för studieresor till både England och Tyskland. I sex månader vistades han i England och fyra i Tyskland, där han studerade det lokala konstsmidet.
Han startade sin egen smidesverkstad 1896 i Hasseldråga, Tobol. Han hade uppdrag av skulptören Christian Eriksson och Bröderna Erikssons Möbelverkstad i Taserud, Arvikas. I samband med bygget av Stockholms stadshus anställdes han av Ragnar Östberg och var 1915-1920 chef för bygghyttans smedja. Han har gjort trappsmidet upp mot läktarna i Betlehemskyrkan, Karlstad samt har drivit fram örnarna i koppar som pryder taket på Värmlands museum. Han arbetade i såväl järnsmide som i koppar och tillverkade bland annat lampor, ljusstakar och olika drivna kopparkärl.
Han var medlem av föreningen Arvika Konsthantverk. Hans smedja är flyttad och är numera uppsatt på Gunnarskogs Hembygdsgård.